# ヴィクター・ホープ (第2代リンリスゴー侯爵)
第2代リンリスゴー侯爵ヴィクター・アレクサンダー・ジョン・ホープ（英: Victor Alexander John Hope, 2nd Marquess of Linlithgow, KG, KT, GCSI, GCIE, OBE, PC、1887年9月24日 - 1952年1月5日）はイギリスの政治家、貴族。
1936年から1943年にかけてインド総督を務めた。インド人に諮ることなく独断で英領インド帝国を第二次世界大戦に突入させたうえ、インド独立運動に激しい弾圧を加えた。

## 経歴
1887年9月24日、後に初代リンリスゴー侯爵に叙される第7代ホープトン伯爵ジョン・ホープの長男として生まれる。
イートン校を卒業。1908年に父の死によりリンリスゴー侯爵位を継承。国防義勇軍に入隊し、第一次世界大戦にも従軍した。戦後も軍に所属し、少佐階級まで昇進した。
イギリス議会においてはインド農業委員会委員長、インド憲法改正両院特別委員会委員長を務めた。その経歴から1936年にインド総督初代ウィリングドン伯爵が退任すると、その後任のインド総督に任じられた。
当時のイギリス領インド帝国は、1935年インド統治法により中央は英領と藩王国の連邦制、州は自治制度をとることになっていた。しかし藩王国との交渉がうまく進まず、結局連邦制への移行は実現しなかった。また1937年には初めての州議会選挙がおこなわれたが、インド国民会議が過半数を獲得し、反英運動が高まった。
1939年に第二次世界大戦が勃発するとリンリスゴー侯爵は立法議会を無視して独断で英領インド帝国を対独戦争へ突入させた。インド統治法上、総督は立法議会の同意を得る必要はなかったが、インド人の意向は一切無視された形となったためインド人からの批判に晒された。ジャワハルラール・ネルーは「一人の男が、それも外国人で、憎悪される制度の代表者である男が4億の民を彼らに一言の相談もなく戦争に突入させる権限を持つというのは腐敗している」と批判した。インド国民会議もイギリスへの戦争協力を一切拒否した。
1940年にフランスが降伏した後、イギリスの危機的状況からインド国民議会への譲歩を考えたリンリスゴー侯爵は、本国のインド担当大臣とともに戦後にインドを自治領（ドミニオン）化させる計画を進めたものの、熱心な帝国主義者でインド独立運動の徹底弾圧を希望する首相ウィンストン・チャーチルが介入してきたためお流れとなり、弾圧路線へ突き進むこととなった。
1941年3月に任期が切れたが、戦時中の特別処置として1943年10月まで任期が伸ばされた。
1942年に日本軍がシンガポールを陥落させるとアジアにおけるイギリスの威信は決定的に崩壊した。これに勇気づけられたインド国民議会は反英闘争「インドから出て行け運動」を開始した。リンリスゴー侯爵は徹底弾圧をもって臨み、ガンジーやネルーはじめ1万人以上のインド人を大量投獄した。しかしそれによってイギリスの威信が回復することはなく、イギリスのインド支配は崩壊へと突き進み始めた。
任期最後の年の1943年にはベンガル飢饉が発生して500万人のインド人が餓死した。しかしリンリスゴー侯爵はベンガルへの視察を一度も行おうとはしなかったため、さらにインド人の憎悪を集めた。
総督退任後の1944年から1945年にかけてはスコットランド教会総会への勅使を務めた。1944年から1952年にかけてはエジンバラ大学学長を務めた。
1952年1月5日に死去。

## 人物
身長190センチ以上の大男だった。
7年の長期にわたってインド総督を務めたにもかかわらず、弾圧以外は何もすることなく総督の任期を終えた。インド人から忌み嫌われる総督の一人であり、ネルーは「身体が重く、頭の働きが鈍く、頑固で、石のように感覚が欠如した人物」と酷評している。ジャン・モリスは「リンリスゴー卿は個人秘書にインド・ルピーを見たことがないと言ったことからも窺えるように、性格的にも環境的にも実体験的にもインド問題の根源とかけ離れていた」「インドの未来という大きな尺度に照らしてみれば明らかに力不足だった。大英帝国の植民地総督にありがちな善良で慎重な男が自分の才能を越えた地位に抜擢されてしまったというべきだろう」と評している。
前任の総督ウィリングドン伯爵とともに小物総督という意味を込めて「帝国の便利屋（Imperial handyman）」と渾名されている。

## 栄典

### 爵位
1908年2月29日に父ジョン・ホープの死去により以下の爵位を継承した。
- 第2代リンリスゴー侯爵 (2nd Marquess of Linlithgow)
(1902年10月27日の勅許状による連合王国貴族爵位)
- 第8代ホープトン伯爵 (8th Earl of Hopetoun)
(1703年4月15日の勅許状によるスコットランド貴族爵位)
- 第8代エイザリー子爵 (8th Viscount Aithrie)
(1703年4月15日の勅許状によるスコットランド貴族爵位)
- 第8代ホープ卿 (8th Lord Hope)
(1703年4月15日の勅許状によるスコットランド貴族爵位)
- ホープトンの第6代ホープトン男爵 (6th Baron Hopetoun, of Hopetoun)
(1809年2月3日の勅許状による連合王国貴族爵位)
- リンリスゴー州におけるニドリー城の第5代ニドリー男爵 (5th Baron Niddry, of Niddry Castle in the County of Linlithgow)
(1814年5月17日の勅許状による連合王国貴族爵位)

### 勲章
- 国防義勇軍勲章（英語版）（TD）
- 1919年、大英帝国勲章(騎士団)オフィサー（OBE）
- 1928年、シッスル勲章(騎士団)ナイト（KT）
- 1929年、インド帝国勲章(騎士団)ナイト・グランド・コマンダー（GCIE）
- 1936年、インドの星勲章(騎士団)ナイト・グランド・コマンダー（GCSI）
- 1943年、ガーター勲章(騎士団)ナイト（KG）[3]

### その他
- 法学博士号（エジンバラ大学名誉学位）
- 1935年、枢密顧問官（PC）[3]

## 家族
1911年に第7代准男爵サー・フレデリック・ミルナーの娘ドリーン・モード・ミルナー（Doreen Maud Milner）(1886–1965)と結婚し、彼女との間に以下の5子を儲けた。
- 第1子（長男）第3代リンリスゴー侯爵チャールズ・ウィリアム・フレデリック・ホープ（英語版）(1912-1987)
- 第2子（次男）初代グレンデボン男爵ジョン・ホープ（英語版） (1912-1995)：保守党の政治家
- 第3子（長女）アン・アデリーン嬢（Lady Anne Adeline） (1914-2007)
- 第4子（次女）ジョアン・イザベラ嬢（Lady Joan Isabella） (1915-1989)
- 第5子（三女）ドリーン・ハーシェイ・ウィニフレッド嬢（Lady Doreen Hersey Winifred） (1920-1998)：女性騎手ルシンダ・グリーン（英語版）の母